# A40高速公路
A40高速公路是法国的一条高速公路，全长208千米，于1973年开工，1990年全线建成通车。A40始于Mâcon，与A6相连，终于Passy，与205国道相连，经A39、A42等高速。A40也是欧洲E21、E25、E62公路的一部分。